# 萊罕姆·汗
萊罕姆·汗（1973年4月3日—）是英國及巴基斯坦女記者。萊罕姆是巴基斯坦知名媒體《黎明報》的新聞訪談節目的主持人，之前她曾是英國BBC的報導員。她亦是巴基斯坦总理及前板球明星伊姆蘭·汗的第二任妻子。

## 個人生活
萊罕姆的父親是一名醫生並是60年代時搬到利比亞居住，萊罕姆亦在1973年在利比亞出生。萊罕姆是普什圖人。她在19歲時嫁給表哥、英國巴基斯坦裔醫生Ijaz-ur-Rehman並為他誕下3名孩子。兩人在2005年離婚，萊罕姆得到孩子撫養權。
2015年1月，萊罕姆和巴基斯坦板球明星及政治家伊姆蘭·汗在伊斯蘭堡舉行了簡單的婚禮。結婚僅10月後，兩人在同年10月30日宣布因性格不合而離婚。萊罕姆在11月7日簽署離婚協議。